# Lycée Janson-de-Sailly

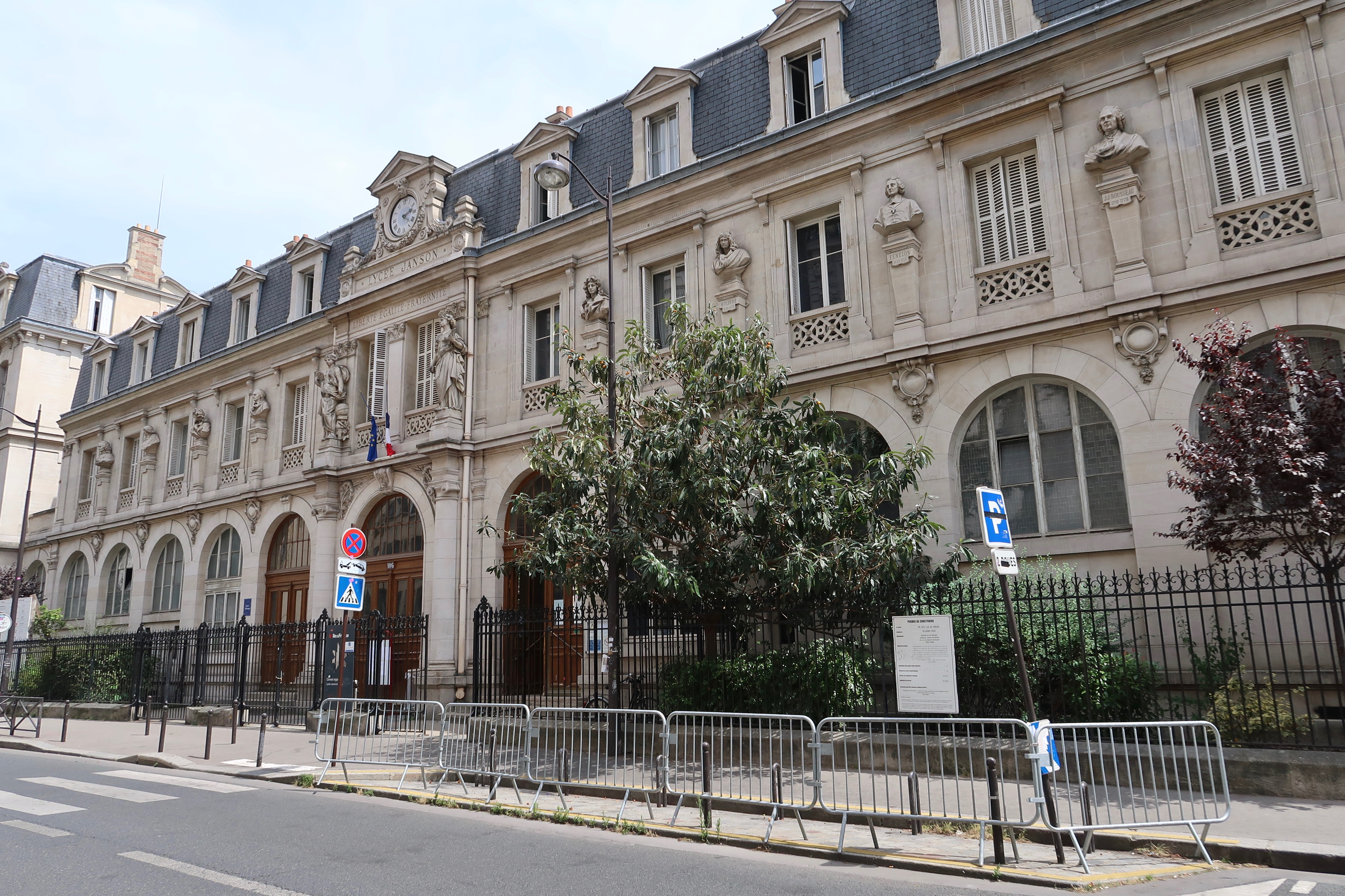
Wejście do liceum

Lycée Janson-de-Sailly – największa uczelnia w Paryżu i jedna z najbardziej prestiżowych w Europie, z 3290 studentami i 624 profesjonalistami w roku akademickim 2014–2015. Jest to również jedna z najliczniejszych szkół średnich we Francji z 1245 uczniami podzielonymi na 30 klas.
Budynek znajduje się w 16. dzielnicy Paryża.

## Znani absolwenci
- Claude Aveline, francuski pisarz, poeta, malarz i działacz ruchu oporu
- Jean-Louis Bianco, francuski polityk, urzędnik państwowy i samorządowiec, w latach 1982–1991 sekretarz generalny administracji prezydenckiej, minister, deputowany XI, XII i XIII kadencji
- Ibrahim Boubacar Keïta, malijski polityk, premier Mali w latach 1994–2000, przewodniczący Zgromadzenia Narodowego w latach 2002–2007, prezydent Mali w latach 2013–2020
- Gérard Oury, francuski reżyser filmowy, scenarzysta i aktor
- Jacques Pelletier, francuski polityk, rolnik i samorządowiec, wieloletni członek Senatu, minister współpracy na rzecz rozwoju (1988–1991)